# Ze Zvířetic

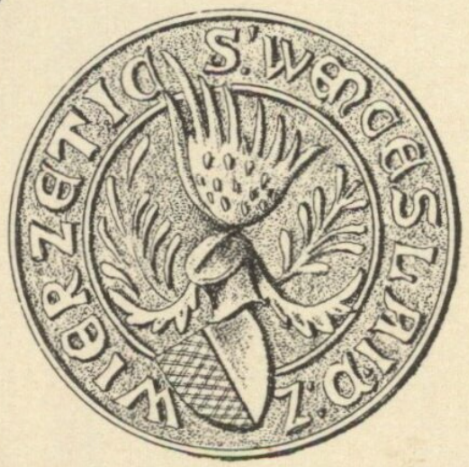
Siegel

Ze Zvířetic (deutsch von Zviretice) war ein böhmisches Adelsgeschlecht, das auf der Burg Zvířetice siedelte und von dem Geschlecht der Markwartinger abstammen soll. Die ersten Herren, die sich ze Zvířetic nannten, waren 1318 die Söhne Heřman und Markvart des  Zdislav von Lemberk.
Die Familie unterstützte die Lehre des Jan Hus und gehörte zu den Unterzeichnern der Protestpetition des böhmischen Adels an das Konzil von Konstanz. Nach den Hussitenkriegen stand sie auf Seiten des Königs Georg von Podiebrad.

## Persönlichkeiten
- Hašek ze Zvířetic war Meister der königlichen Kammer unter Karl IV.
- Zdislav ze Zvířetic war zu Anfang des 15. Jahrhunderts Rektor der Prager Universität.